# Baltschiedergletscher
Der Baltschiedergletscher ist ein mittlerweile in zwei unabhängige Teilbereiche zerfallener Gletscher nördlich von Visp im Talschluss des Baltschiedertals in den südlichen Berner Alpen, im Schweizer Kanton Wallis. Die Gesamtfläche beider Teilbereiche wurde 1993 mit 7,42 km² angegeben. Der südwestliche Teil, der in der Ostflanke des Bietschhorns (3934 m ü. M.) befindliche Äussere Baltschiedergletscher, ist deutlich grösser und ungefähr drei Kilometer lang. Der etwa halb so grosse Innere Baltschiedergletscher ist ungefähr 2,5 km lang.
Der Äussere Baltschiedergletscher hat seinen Ausgangspunkt am Kamm zwischen dem Bietschhorn im Westen und dem Breitlauihorn (3655 m ü. M.) im Osten. Das Baltschiederjoch (ungefähr 3300 m), die Scharte zwischen dem Bietschhorn und dem Elferrück, einem Vorgipfel des Breitlauihorns, bildet der Äussere Baltschiedergletscher eine Eisscheide mit dem Uistre und Innre Stampbachgletscher an der südlichen Talseite des Lötschental. Der im oberen Teil recht breite Gletscher (über 2 km) fliesst nach Südosten den steilen Hang hinab.
Der Innere Baltschiedergletscher hat seinen Ursprung in zwei Karen an der Südflanke von Breitlauihorn und Lötschentaler Breithorn. Er bewegt sich nach Süden und endet auf 2600 m ü. M. 
Beide Gletscher speisen den Baltschiederbach, der bei Visp in die Rhone mündet. Das Gebiet der beiden Baltschiedergletscher wurde zusammen mit dem Grossen Aletschgletscher im Dezember 2001 als Biosphärenreservat Jungfrau-Aletsch-Bietschhorn ins UNESCO-Weltnaturerbe aufgenommen.
Auf einer Höhe von 2783 m ü. M. am Südhang des Jägihorns zwischen den beiden Gletscherzungen steht die Baltschiederklause, eine Hütte des Schweizer Alpen-Clubs SAC. Sie dient als einer der Ausgangspunkte für die Besteigung des Bietschhorns.